# واکسول شویت
واکسول شویت (Vauxhall Chevette) خودرویی است که در سال‌های ۱۹۷۵–۱۹۸۴تولید شده‌است. 
این خودرو در کلاس سوپرمینی قرار گرفته و است. سیستم جعبه‌دندهٔ آن ۳ دنده به دو صورت خودکار و دستی است.